# Olchowa (gmina)
Olchowa (od 1949 Iwierzyce) – dawna gmina wiejska istniejąca w latach 1934–1948 w woj. krakowskim i rzeszowskim (dzisiejsze woj. małopolskie). Przed wojną siedzibą władz gminy była Olchowa, a po wojnie Iwierzyce.
Gmina zbiorowa Olchowa została utworzona 1 sierpnia 1934 roku w powiecie ropczyckim w woj. krakowskim z dotychczasowych jednostkowych gmin wiejskich: Będziemyśl, Bystrzyca, Iwierzyce, Klęczany, Nockowa, Olchowa, Sielec, Wiercany i Wiśniowa. 1 kwietnia 1937 roku powiat ropczycki został zniesiony, a z jego terytorium utworzono powiat dębicki.
Po wojnie gmina Olchowa (wraz z całym powiatem dębickim) weszła w skład nowo utworzonego woj. rzeszowskiego. 1 stycznia 1949 roku gmina została zniesiona, po czym z jej obszaru utworzono gminę Iwierzyce z siedzibą w Iwierzycach.